# Marshal Johnson
Marshal Johnson, (Uyo, 1989. december 12. –) nigériai labdarúgó, korábban játszott Magyarországon a Budapest Honvédban.

## Pályafutása
A 2011-2012-es idényre érkezett kölcsönbe a Honvéd csapatához Belgiumból, majd végleg leigazolta a csapat. 2012. július 29-én kezdőként szerepelt a Siófok ellen. A Honvédban tagja volt a 2012–2013-as szezonban bronzérmet elért csapatnak. A Kispestieknél tizenkettő élvonalbeli mérkőzésen szerepelt és egy gólt szerzett.